# Pentachlaena latifolia
Pentachlaena latifolia är en tvåhjärtbladig växtart som beskrevs av Alfred Perrier. Pentachlaena latifolia ingår i släktet Pentachlaena och familjen Sarcolaenaceae. Inga underarter finns listade i Catalogue of Life.